# Белезници
Белезници са устройство, използвано от органите за сигурност (например полицията) за ограничаване свободата на действие на ръцете. Белезниците се слагат и заключват на китките на ръцете за да ги държат близко една до друга. Отключват се с ключ. Представляват два метални кръга свързани помежду си с верига. Могат да се слагат също така и на краката, за да не може да се избяга.
Белезниците се използват при арестуване на престъпници. Това намалява значително вероятността за тяхното бягство.